# Liste der Monuments historiques in Santeuil (Val-d’Oise)
Die Liste der Monuments historiques in Santeuil (Val-d’Oise) führt die Monuments historiques in der französischen Gemeinde Santeuil auf.

## Liste der Bauwerke
| Bezeichnung              | Beschreibung                  | Standort               | Kennzeichnung | Schutzstatus | Datum | Bild           |
| ------------------------ | ----------------------------- | ---------------------- | ------------- | ------------ | ----- | -------------- |
| Friedhofskreuz           | 15. Jahrhundert               | (Lage)                 | PA00080206    | Classé       | 1938  |                |
| Kirche St-Pierre-St-Paul | Erbaut ab dem 12. Jahrhundert | Rue de l'Église (Lage) | PA00080207    | Classé       | 1894  | weitere Bilder |

## Liste der Objekte

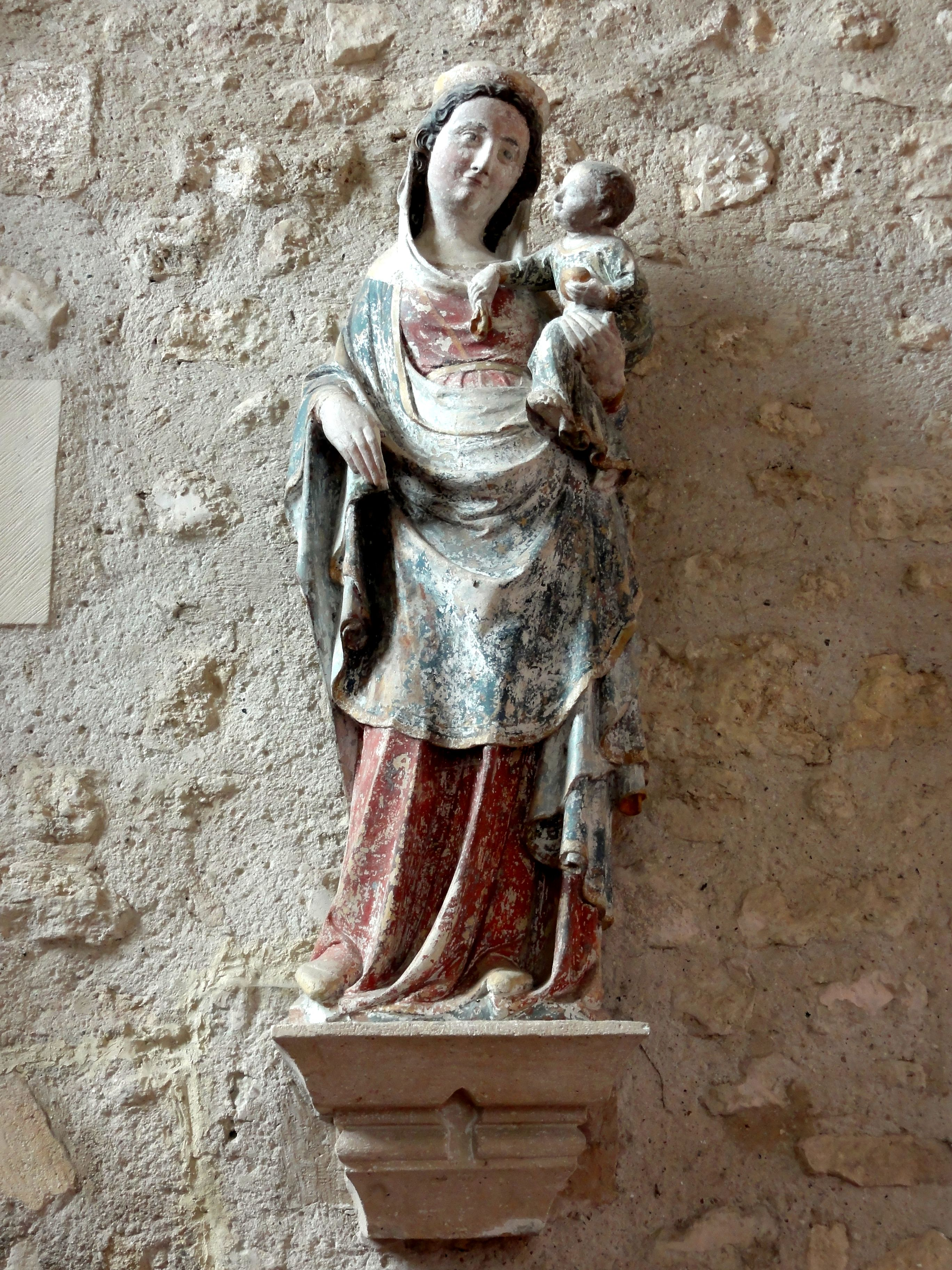
Skulptur Madonna und Kind (14. Jahrhundert) in der Kirche St-Pierre-St-Paul

- Monuments historiques (Objekte) in Santeuil in der Base Palissy des französischen Kultusministeriums